# Ames Research Center
Pour les articles homonymes, voir Ames (homonymie).
Le Ames Research Center est situé aux États-Unis à Moffett Field, en Californie au cœur de la Silicon Valley. Il a été créé le 20 décembre 1939 en tant que partie du National Advisory Committee for Aeronautics (NACA) pour assurer une supériorité militaire et civile des Américains en matière d'aviation. Par la suite, Ames s'est orienté vers le domaine de l'exploration spatiale et les technologies de l'information. Il ne conserve qu'une activité faible dans le domaine de l'aviation.
Son nom est un hommage à Joseph Sweetman Ames, un des fondateurs du NACA.
L’Ames Research Center est un des plus importants centres de recherche et d’innovation de la Silicon Valley. Il symbolise historiquement le fameux « triangle de fer », qui a été un des piliers du développement de la Silicon Valley ; un terme qui définit les liens fonctionnels très étroits noués entre les universités, les firmes privées et le Pentagone.

## Histoire
En 1958, ce centre et les autres centres NACA sont intégrés dans l'agence spatiale de la NASA qui vient d'être créée. Le centre a d'abord joué un rôle majeur dans le développement des voilures d'avions. Par la suite, il s'est occupé de systèmes de rentrée atmosphérique, de vols hypersoniques, de protections thermiques et de robotique. Il est impliqué dans pratiquement tous les projets de sondes d'exploration spatiale au titre de concepteur ou de sous-traitant pour des équipements ou des essais,,,.
Ames travaille également sur le programme spatial pour la recherche de vie dans l'univers, le développement de systèmes de survie pour les futures missions et les effets de l'espace sur l'homme.

## Moyens d'essais
Le centre possède de gros moyens d'essais pour l'aérodynamique et l'aérothermique.

### Souffleries«froides»

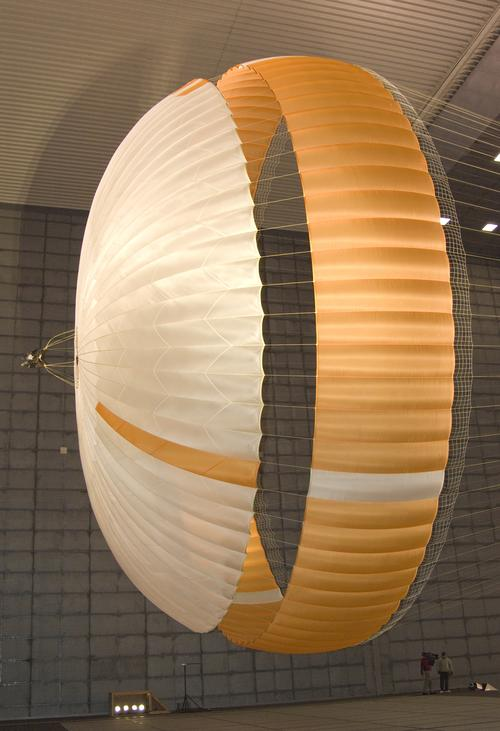
Essai à faible vitesse du parachute du Mars Science Laboratory. L'échelle est donnée par les personnes en bas à droite.

- Unitary Plan Wind Tunnel (en) : destiné aux essais sur avions en subsonique, transsonique et supersonique. La veine d'essai est de taille métrique[9].
- National Full-Scale Aerodynamics Complex (NFAC) : de performances analogues à la soufflerie précédente mais capable d'accueillir un avion de type chasseur, ce moyen a été déclassé en 2003 et sa responsabilité transférée à l'Arnold Engineering Development Complex de l'United States Air Force à Tullahoma (Tennessee)[10].

### Souffleries «chaudes»
Ce type de moyen utilisant une torche à plasma (en anglais Arc Jet ou Arc Heater) est destiné à l'étude des écoulements hypersoniques et des matériaux de protection thermique utilisés dans ces domaines : avion-fusée, scramjet, rentrée atmosphérique. Les essais nécessitent la création d'un gaz correspondant à une atmosphère planétaire à des températures de plusieurs milliers de degrés et des pressions faibles, ce qui entraîne généralement l'utilisation d'extracteurs. La puissance disponible sur le site pour l'alimentation des générateurs est de 70 mégawatts. Diverses installations permettent des tests de nature différente :
- le Aerodynamic Heating Facility (AHF) est un moyen multi-usage s'appuyant indifféremment sur un générateur de type Huels de 10 MW ou à électrodes segmentées de 20 MW[8],[11],
- le Interaction Heating Facility (IHF) est un moyen analogue au précédent, utilisant un générateur segmenté de puissance 60 MW[12],
- le Turbulent Flow Duct (TFD) permet des tests sur plaque plane en régime d'écoulement turbulent[13],
- le Panel Test Facility (PTF) permet des essais sur matériau plan en utilisant une tuyère semi-elliptique[14].

### Tube à choc
L'Electric Arc Shock Tube (EAST) est un tube à choc dans lequel la section haute pression utilise une décharge d'arc. Ce moyen permet d'améliorer la connaissance des écoulements à plusieurs milliers de degrés, en particulier du rayonnement qu'ils génèrent.

### Lanceurs
- le Ames Vertical Gun Range (AVGR) destiné à simuler un impact hypervitesse dans une cible (par exemple la création d'un cratère sous l'impact d'une météorite), sous divers angles d'incidence[16].
- le Hypervelocity Free-Flight Aerodynamic Facility (HFFAF) est un lanceur balistique permettant l'étude en vol libre de maquettes. Il côtoie une seconde installation de développement : le Gun Development Facility (HFFGDF)[17].

### Géophysique
La soufflerie éolienne du Planetary Aeolian Laboratory est destinée à l'étude des nuages de poussières sur Mars, lesquels constituent un important problème pour les atterrisseurs sur celle planète.

## Technologies de l'information

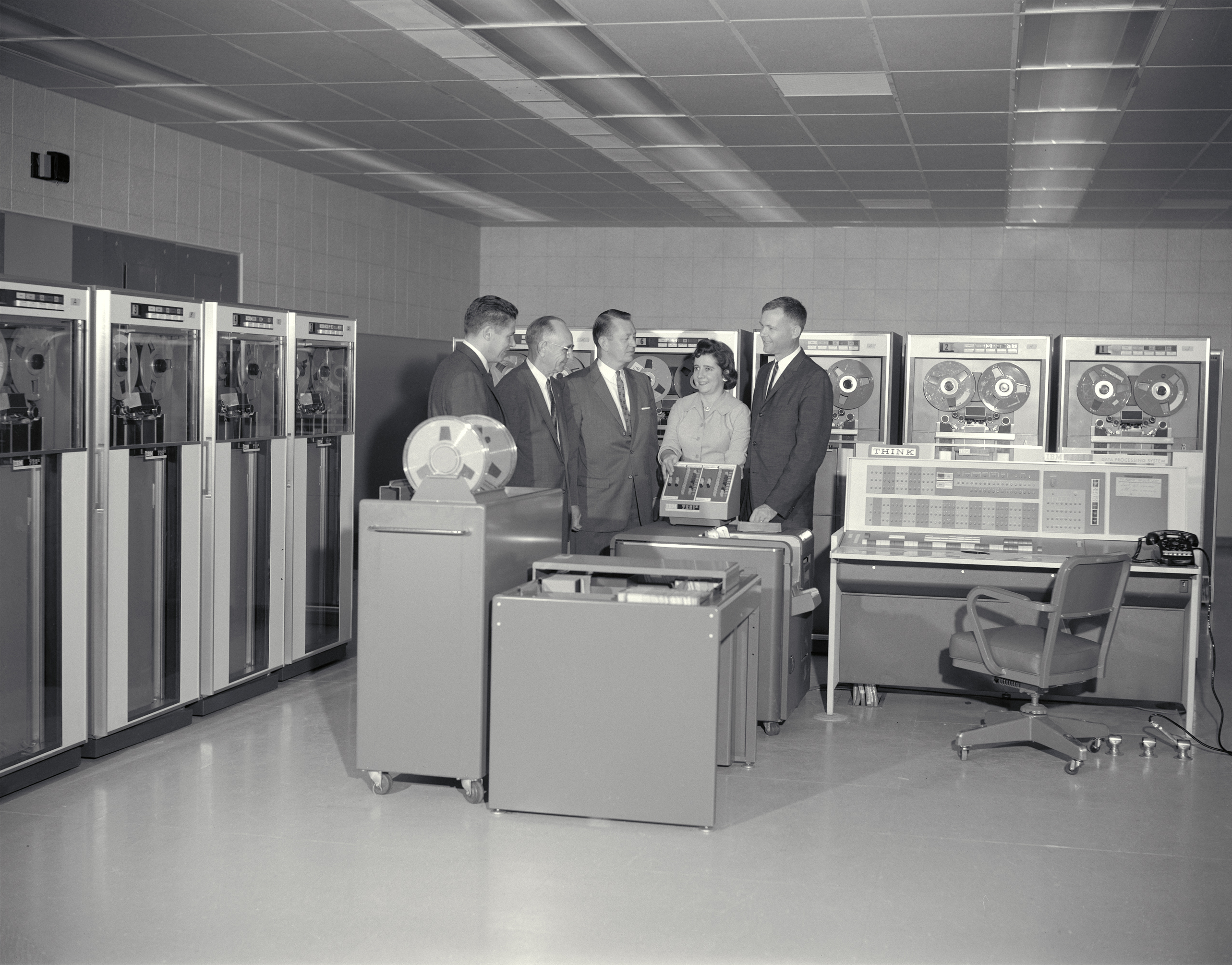
Un ordinateur central IBM 7090 au Ames Reseach Center en 1961.

Le centre Ames s'est très tôt doté de puissants moyens de calcul pour ses activités. Ils sont de la responsabilité de l'Advanced Supercomputing Division qui dispose aujourd'hui du superordinateur Pleiades et développe un projet de calcul distribué sur de nombreuses plates-formes, le Nebula Cloud Computing Platform.
Le centre comporte aussi la Human Systems Integration Division chargée de la modélisation du comportement humain dans le domaine spatial afin d'améliorer la sécurité des vols habités et l'efficacité des systèmes homme-machine en général. Cette division comporte une centaine de personnes.
L'Intelligent Systems Division est chargée des robots et des systèmes autonomes, par exemple les véhicules d'exploration comme le Mars Exploration Rover. Pour améliorer l'efficacité et la sureté des codes utilisés dans les divers systèmes embarqués ou au sol elle fait appel à diverses méthodes comme la vérification de modèles ou l'apprentissage automatique. Cette équipe étudie également les relations entre les diverses équipes impliquées dans un projet.

## Éducation

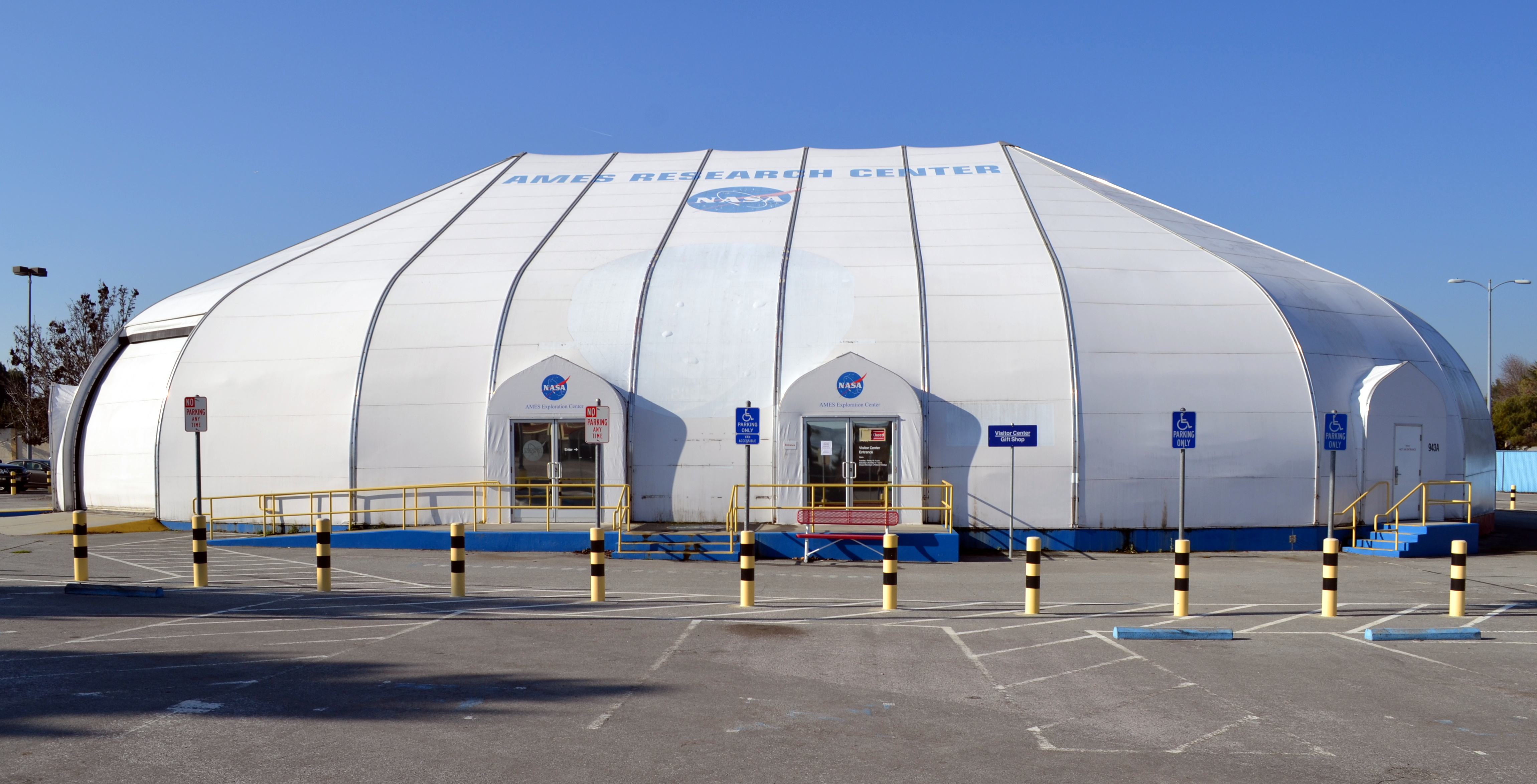
NASA Ames Exploration Center.

Le centre s'est très tôt impliqué dans la diffusion des connaissances, d'abord en créant le NASA Ames Exploration Center, un musée contenant tous les aspects de l'exploration spatiale.
En 1999 a été créé le Robotics Education Project, aujourd'hui Robotics Alliance Project, pour permettre la compétition en la matière.
Plus récemment, Ames est à l'origine du projet Learning Technologies. Ce programme, qui s'adresse aux élèves des écoles et leurs enseignants a pour objectif de permettre l'accès au plus grand nombre aux domaines mathématiques et scientifique. Pour cela, sont mis à disposition plusieurs outils puissants et gratuits dont :
- Scientific Visualization Studio (SVS) : permet de visualiser les activités de notre planète à partir d'une succession d'images satellite ;
- MathTrax : permet de représenter des équations mathématiques tout en les décrivant par des textes et/ou du son ;
- Virtual Lab : offre la possibilité d'avoir une vue microscopique de la vie terrestre ;
- Earth+ : un logiciel accessible aux mal-voyants, permettant de percevoir la Terre et les événements météorologiques vus du ciel grâce au son ;
- World Wind : offre, quant à lui, une vue sur notre planète Terre depuis la position d'un satellite jusqu'à n'importe quel point du globe.

## Membres notables du personnel
- Joseph C. Sharp, (1974-1994)[27]
- Doris Daou (1964-)[28]